# Almendralejo
Almendralejo este un oraș din Spania, situat în provincia Badajoz din comunitatea autonomă Extremadura. Are o populație de 31.424 de locuitori.